# ماري سترونج
ماري سترونج (بالإنجليزية: Mary Strong)‏ هي صحفية أمريكية، ولدت في 1973.

## وصلات خارجية
- ماري سترونج على موقع IMDb (الإنجليزية)